# Juan García Atienza
Juan García Atienza (Valencia, 1930. július 18. – Madrid, 2011. június 16.) spanyol tudományos-fantasztikus író, forgatókönyvíró, filmrendező, dokumentumfilm-rendező.

## Élete
A madridi Complutense Egyetemen filológiát hallgatott, de tanulmányait megszakította, s a Filmiskolában operatőri tanulmányokba kezdett, ezzel párhuzamosan különböző filmes lapokba készített filmkritikákat. Röviddel ezután ösztöndíjjal Párizsba, a Sorbonne Egyetemre ment, ahol további filmes tanulmányokat folytatott. Spanyolországban kezdett forgatókönyveket írni, s csaknem harminc filmben működött közre mint rendezőasszisztens, ezek közül a leghíresebb Roberto Rossellini Szókratész-e volt. 
1962-ben rendezte egyetlen filmjét, az olasz neorealista filmek hatását tükröző Los dynamiteros-t. A fekete-fehér vígjáték három kedves idős ember történetét meséli el, akiknek elegük lesz a kevéske nyugdíjuk miatti nyomorból, s úgy döntenek, hogy rablással jutnak komolyabb összeghez. A filmet 1963-ban kezdték játszani a mozik, s kétségtelenül magas művészi színvonala dacára szinte teljesen észrevétlen maradt.
A következő években továbbra is forgatókönyveket írt, de emellett elmélyült a tudományos-fantasztikus irodalomban, számtalan rövid történetet, novellát alkotott e műfajban. 1967-ben az EDHASA kiadó megjelentette néhány alkotását a La máquina de matar és a Los viajeros de las gafas azules című antológiákban, s a műfaj rajongói közt hamarosan ismertté vált. Az 1970-es évek elején egy rövid dokumentumfilm-sorozatot vezetett a Spanyol Televízióban, a műsor az ősi spanyol szokásokról szólt. 1971-ben a spanyol és német koprodukcióban készült Los Paladines című kalandfilmsorozatban működött közre, amely a reconquista idejében játszódott. A dokumentumfilmek és maga a Los paladines sorozat segített Atienzának abban, hogy felfedezze Spanyolországnak azt az arcát, amely még a spanyolok többsége előtt is rejtve volt. 
A távoli helyeket, ősi szokásokat, mítoszokat és legendákat bemutató és feldolgozó forgatások mellett rengeteg adatot kezdett felhalmozni a templomosokról, Atlantiszról, elátkozott helyekről és eseményekről, a Szent Jakab-útról, királyokról és királynőkről, stb. Számos könyvet adott ki, többek közt a zsidó Spanyolországról, mítoszokról és legendákról, valamint szent helyekről. E helyekről írt munkái új megközelítésben mutatták be a spanyol katedrálisok számos szobrának eredetét és jelentését. Csaknem 30 könyve jelent meg ezekben a témákban, amelyeket számos nyelvre lefordítottak.

## Munkái
- La forja de un linaje (2009)
- El legado templario (2007)
- La historia no contada (2007)
- La mística solar de los templarios (2005)
- Isabel II La reina caprichosa (2005)
- Los enclaves templarios (2002)
- Regina Beatissima. La leyenda negra de Isabel la Católica (2002)
- El cáliz de la discordia (2001)
- Diccionario Espasa de la alquimia (2001)
- Leyendas insólitas (2001)
- El misterio de los templarios (2000)
- El compromiso (2000)
- Leyendas históricas de España y América (1999)
- Caballeros Teutónicos (1999)
- Leyendas del camino de Santiago (1998)
- La cara oculta de Felipe II (1998)
- Fiestas populares e insólitas (1997)
- Caminos de Sefarad (1994)
- Los peregrinos del Camino de Santiago (1993)
- El libro de los dioses (1992)
- La ruta sagrada (1992)
- Monjes y monasterios españoles en la edad media. De la heterodoxia al integrismo (1992)
- Guía de la España griálica (1988)
- Guía de la inquisición en España (1988)
- Guía de la España templaria (1987)
- Claves mágicas de la historia (1987)
- Guía de las brujas en España (1986)
- Guía de los recintos sagrados españoles (1986)
- Guía de leyendas españolas (1985)
- Guía de los heterodoxos españoles (1985)
- Guía de los pueblos malditos españoles (1985)
- En busca de la historia perdida (1983 )
- Guía de la España mágica (1983)
- La gran manipulación cósmica (1981)
- La meta secreta de los templarios (1979)
- Guía judía de España (1978)
- Los supervivientes de La Atlántida (1978)
- Crónica sin tiempo del Rey Conquistador
- La máquina de matar
- Los viajeros de las gafas azules

## Magyarul megjelent művei
- Sweet XX (novella, Galaktika 24., 1977)
- A falánk (novella, Galaktika 24., 1977)
- A törvény táblái (novella, Galaktika 24., 1977)
- Három- vagy négymilliárd kivándorló (novella, Galaktika 24., 1977)
- Tükörkép (novella, Galaktika 28., 1977)
- Egy kisbolygó elsiratása (novella, Galaktika 36., 1979)
- Egy ember egyedül maradt (novella, Galaktika 36., 1979, utánközlés: Galaktika 198., 2006)

## Fordítás
- Ez a szócikk részben vagy egészben  a   Juan García Atienza című spanyol Wikipédia-szócikk ezen változatának fordításán alapul.  Az eredeti cikk szerkesztőit annak laptörténete sorolja fel. Ez a jelzés csupán a megfogalmazás eredetét és a szerzői jogokat jelzi, nem szolgál a cikkben szereplő információk forrásmegjelöléseként.